# شازي-سور-أين (أين)
شازي-سور-أين (بالفرنسية: Chazey-sur-Ain)‏ هي بلدية فرنسية تقع في إقليم الأين في فرنسا. رمز إنسي لها هو:1099. أما الرمز البريدي لها فهو: 1150.